# Diplomacia hispano-americanista de la Gran Colombia

Localización de la Gran Colombia en América.

La diplomacia hispanoamericanista de Gran Colombia existente entre 1819 y 1831, se caracterizó principalmente por la búsqueda del establecimiento de una serie de alianzas, a través de la suscripción de Tratados de Unión, Liga y Confederación Perpetua, con las nuevas repúblicas de habla hispana con el fin de configurar así un sistema continental de alianzas, defensivas y ofensivas, que de una u otra manera buscaban el mantenimiento efectivo de la independencia de las nacientes repúblicas y la defensa de estas frente a España o cualquier otra potencia que intentara re-colonizar la América hispana. Asimismo los tratados suscritos buscaban regular e incrementar las relaciones comerciales entre las naciones en pro de su desarrollo económico, así como crear y profundizar líneas de cooperación, no sólo económicas sino además jurídicas y militares.

## Misión de Joaquín Mosquera a Perú, Chile y Buenos Aires (1822-1823)

### Características
En octubre de 1821 Joaquín Mosquera y Arboleda es designado como representante de la República de Colombia ante Perú, Chile y Buenos Aires por el secretario de relaciones exteriores Pedro Gual, y dentro de las instrucciones recibidas para regular su actividad en esos países del Sur se plasma claramente el plan de Alianzas Continentales que buscaba crear Colombia.

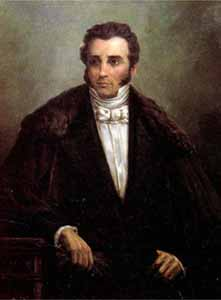
Doctor Joaquín Mosquera.

El punto cardinal de su labor diplomática se concentró alrededor de la formación de una confederación integrada por países americanos, que se opondrían a cualquier intento de reconquista que pudiera emprender España, bien sea por iniciativa propia o como parte de una acción conjunta de la Santa Alianza. Igualmente se planteaba la creación de un ente regulador de las relaciones entre estos Estados: una Asamblea de Estados Americanos. 
Igualmente es importante destacar que dentro de las negociaciones Colombia no buscaba una defensa de la democracia como principio de gobierno, por cuanto se planteaba la necesidad de negociar con aquellos Estados hispanoamericanos de contigüidad inmediata sin importar la forma de gobierno adoptada definitivamente por estos, por tanto el elemento primordial perseguido por Colombia era la defensa de la libertad e independencia de América y no la propagación y consagración de su sistema republicano.
Para sellar las alianzas exitosamente Colombia propone comprometerse a contribuir con cuatro mil hombres y con sus fuerzas marítimas para conformar el ejército aliado, consintiendo además la libertad de operaciones a lo largo del territorio aliado; esta última medida se debía principalmente a la fuerte presencia realista en el Perú que necesitaba ser expulsada para lograr la independencia plena de América.
Igualmente se plantea el principio del uti possidetis iuris como base de la negociación del reconocimiento de territorios de los estados americanos para 1810 en caso de que a alguno de ellos obtuviese dicho reconocimiento por parte de España. Colombia propugnaba además un reconocimiento incondicional por parte de España, sin indemnizar a la metrópoli por su pérdida de territorios. 
Asimismo Joaquín Mosquera y Arboleda llevaba instrucciones de resolver tres asuntos específicos con esos Estados del Sur:
- Demarcación de los límites de Colombia con Perú, esto con el fin de disolver las aspiraciones anexionistas del Perú respecto de Quito y Guayaquil, por tanto la soberanía de estos residía en Colombia al derivarse su posesión de estos territorios del uti possidetis iuris.

- Acordar la igualdad de tratamiento de las producciones y buques de todas las partes, así como de los derechos de importación y exportación entre los Estados involucrados (Colombia, Perú, Chile y Buenos Aires).

- Se buscaba hacer extensiva la jurisdicción de los juzgados marítimos de cada una de las partes a los buques armados y sus presas. Esta medida buscaba la regularización de la actividad del corso, que afectaba los intercambios marítimos de las nuevas repúblicas con los Estados neutrales europeos y los Estados Unidos de América.

### Análisis

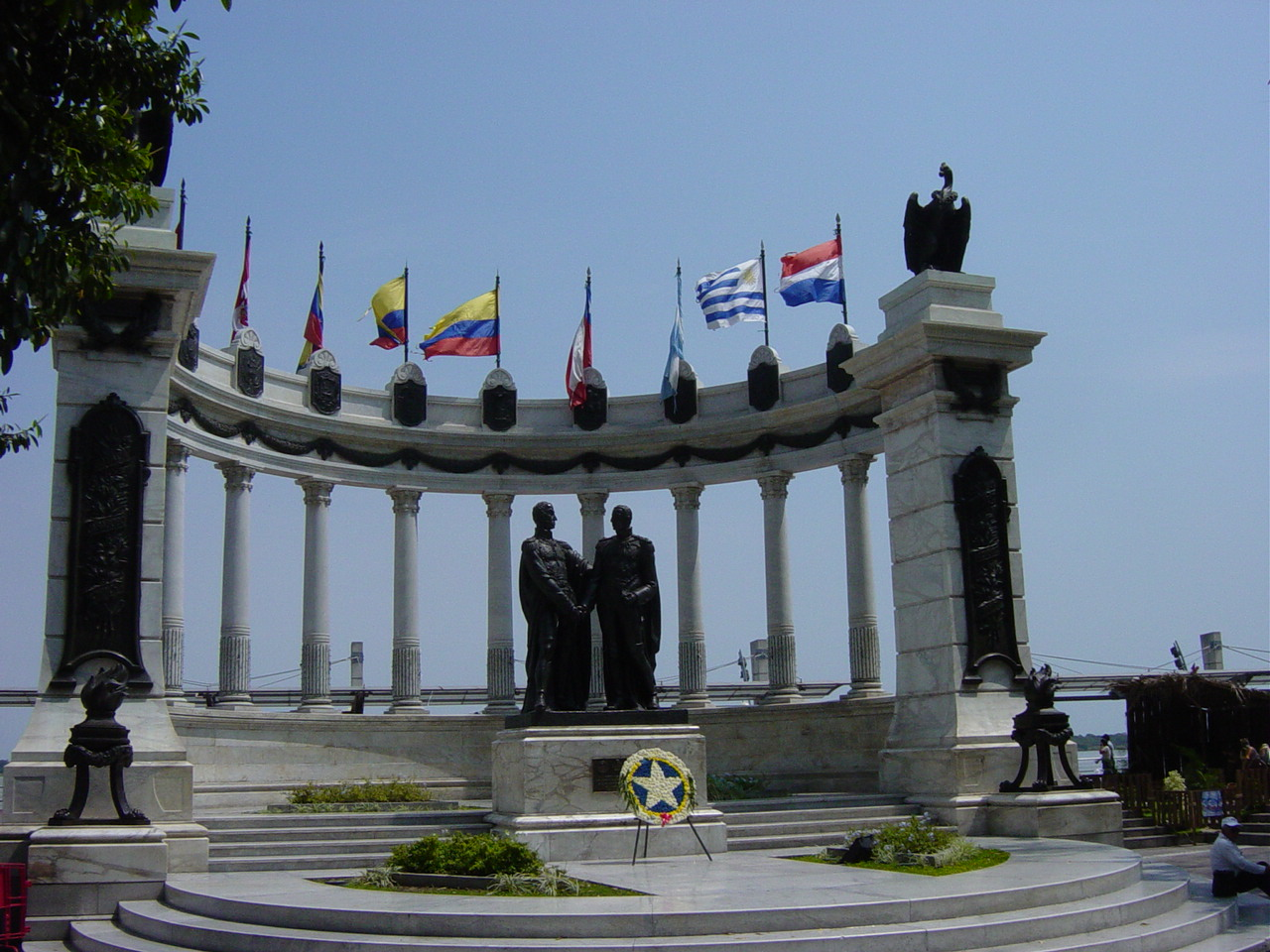
La Rotonda de Bolívar y San Martín.

Joaquín Mosquera y Arboleda se dirigió en primer momento al Perú para arreglar los negocios que le correspondían en dicho Estado: la posesión de Guayaquil y la alianza ofensiva y defensiva principalmente. En contraposición al principio del uti possidetis iuris Perú plantea la teoría de la libre determinación de los pueblos como el medio a través del cual Guayaquil declara su independencia y por consiguiente puede escoger libremente el sistema político que encontrara más conveniente a sus intereses. 
Finalmente Joaquín Mosquera y Arboleda logra que el gobierno peruano declarara no tener intenciones territoriales sobre Guayaquil, que posteriormente fue ocupada militarmente por Bolívar. Perú no firma una delimitación territorial con Colombia, al cobijarse en que un arreglo de este tipo no podía ser suscrito sin la autorización de su legislativo, por lo que se firma un tratado el 6 de julio de 1822 que establece que los límites se fijarán después de que un Congreso Constituyente faculte al ejecutivo para decidir sobre tales asuntos. 
Así Perú comienza a aplicar una política dilatoria respecto de asuntos vitales, como la demarcación territorial, en sus relaciones con Colombia. Finalmente el 6 de julio de 1822 se firma el Tratado de Unión, Liga y Confederación Perpetua, piedra fundacional del sistema de alianzas continentales de Colombia. Dentro del tratado se recogen todas las aspiraciones colombianas: alianza ofensiva y defensiva perpetua frente a España o cualquier otra potencia extranjera para asegurar la independencia de los Estados de América, establecía la igualdad entre los nacionales de ambos Estados y hacia extensiva la jurisdicción de sus tribunales marítimos respectivos (control del corso). 
Dentro del Tratado se introduce igualmente una derogatoria de la doctrina de la no intervención en los negocios internos de otros Estados, por cuanto los Estados tenían la prerrogativa de defender la tranquilidad interna del otro en caso de que este fuese invadido sorpresivamente y no pudiese mantener su propio orden. Se buscaba así consagrar el principio de intervención a favor de los gobiernos representativos. Sin embargo este derecho de intervención es exceptuado por Colombia al momento de ratificar el tratado, por cuanto se presentaba el conflicto del ejercicio de la soberanía del Estado enmarcada en la extensión de su territorio, soberanía irrespetada por ese principio de intervención. 
Se firma también en Lima en 1822 un tratado referente a la unión de una Asamblea de Estados Americanos, que buscaba ser ratificada al igual que el Tratado de Unión, Liga y Confederación Perpetua, por cuanto constituiría una especie de organismo plenario donde participarían todos los Estados signatarios y se discutirían temas de interés común. 
En octubre del mismo año Mosquera logra firmar un Tratado de Unión, Liga y Confederación con Chile. En el mismo se pacta una alianza ofensiva y defensiva, en lo relativo al corso, el comercio, la intervención y la Asamblea de Estados Americanos; sin embargo, el gobierno chileno no acepta el carácter “perpetuo” que Colombia buscaba darle a las alianzas. 
En marzo de 1823 se firma con el gobierno de Buenos Aires un Tratado de Amistad y Alianza, pero Buenos Aires no acepta la alianza defensiva y ofensiva para conservar su independencia, sino con la garantía recíproca del dominio territorial contra toda dominación extranjera siempre y cuando los Estados se negaran a negociar con España a menos que esta otorgara un reconocimiento conjunto. La negociación de estos términos se dan durante la guerra de Argentina con Brasil por la Banda Oriental (que luego se convertiría en Uruguay), y debido a las intenciones de Buenos Aires de arrastrar a Colombia a la guerra con Brasil en su favor, los elementos contenidos en el tratado que se firma finalmente fueron una promesa de amistad y una alianza defensiva perpetua que velaría por mantener la independencia de ese Estado. 
Finalmente no concluye ningún tratado respecto a la Asamblea de Estados Americanos. Es precisamente este tratado firmado con las autoridades argentinas el que concluye la unión de los nuevos Estados Americanos del Sur con Colombia en contra de España y a favor del mantenimiento de su independencia efectiva.

### Conclusiones
La conclusión por parte de Colombia de esta serie de tratados con los Estados del Sur muestra claramente su intención de constituir un sistema de alianzas continentales sólidas que no sólo buscarían la defensa y el mantenimiento de la independencia efectiva de los nuevos Estados americanos, sino que buscarían además desarrollar económica, política y jurídicamente cada uno de ellos sin importar el sistema de gobierno que estos adoptaren finalmente, siempre y cuando se suscribiesen el principio del uti possidetis iuris como elemento de iure que determinaría las fronteras entre ellos y se constituiría en un elemento fundamental dentro de la negociación del reconocimiento de estos Estados con la metrópoli, por tanto se negociaría el reconocimiento de sus respectivos territorios según aquellos que les correspondían para 1810.
La labor de Joaquín Mosquera en el Sur constituyó una acción diplomática complementaria de otras misiones colombianas que buscaban igualmente fortalecer y constituir ese sistema de alianzas defensivas y ofensivas, comerciales y jurídicas de carácter perpetuo (o al menos esa era la intención: perpetuidad), ejemplo claro de ello es la Misión de Miguel Santamaría en México a partir de 1821; esta misión mexicana es de vital importancia para comprender la intención última de estas alianzas puesto que se planteaba la necesidad imperiosa de libertar México por cuanto este poseía una posición estratégica respecto del Mar Caribe y la parte Norte de Suramérica.
La imposibilidad de suscribir con Perú, Chile y Argentina tratados idénticos, que contuvieran todos aquellos elementos y prerrogativas inicialmente propuestos por Colombia nos demuestra como dentro de las nuevas Repúblicas Americanas privaron los intereses locales y la búsqueda de un mantenimiento de ese nuevo estatus quo, por cuanto se veía a Colombia como una amenaza a la conservación de la autonomía “local” de ciertas clases dominantes, en muchos casos fuertemente ligadas al capital extranjero, que no estaban dispuestas a ceder parte de esa autonomía para la concreción de un bloque americano que persiguiera intereses comunes, como el desarrollo económico y social de los mismos, y que representara una oposición seria a cualquier intento de re-colonización que cualquier potencia europea emprendiera; para Colombia todo esto sólo podía ser logrado a través de una alianza profunda y perpetua entre naciones hermanas.

## Misión a México de Miguel Santamaría (1821)

### Características
En 1821 ambas naciones se otorgan mutuo reconocimiento de soberanía e independencia e inician las negociaciones sobre el interés fundamental de Colombia, completar el sistema de alianzas continentales. Un incidente resultante de un discurso de Santamaría frente a la Regencia da mayores luces sobre lo que Colombia buscaba en esas alianzas continentales. 
Estas palabras sirvieron de justificación a Iturbide para desconocer a Santamaría cuando éste, alegando falta de instrucciones, no reconoció el nuevo Gobierno Imperial. La táctica empleada por Pedro Gual y Santander fue la de esperar que la situación se regularice, declarando este último en 1823 que Colombia mantenía:

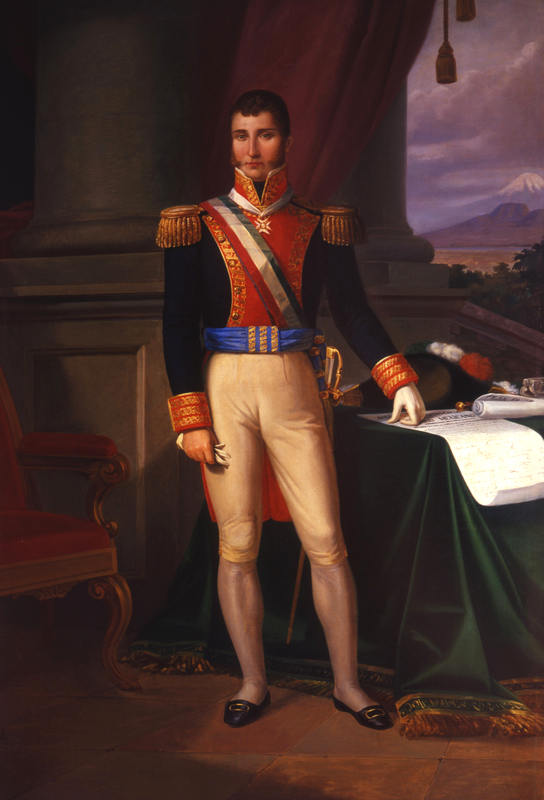
Agustín de Iturbide.

Derrocado Iturbide, Santamaría comenzó las negociaciones con el nuevo gobierno, específicamente con Lucas Alamán, el secretario de relaciones exteriores de México. Convencido de la importancia de una alianza americana, Alamán acordó firmar un Tratado de Amistad, Unión, Liga y Confederación entre los dos países el 3 de octubre de 1823.
Al igual que con Perú y Chile, también se pactó con México una derogatoria de la doctrina de no intervención en los negocios internos por lo cual los dos gobiernos se vieron obligados a repudiar esas estipulaciones, las cuales quedaron fuera del tratado. 
También se llevaron a cabo negociaciones sobre el comercio entre los dos países, en conformidad con el Tratado de 1824, que no fue aprobado por el Gobierno de Colombia por resultar incompatible la cláusula de nación más favorecida con los tratados comerciales firmados con Estados Unidos e Inglaterra. En ese tratado se estipulaba sobre la base de favores particulares y exclusivos en consideración a la común categoría de Estados americanos, concediendo rebajas en los derechos de importación y en lo relativo a los buques de ambas partes. 
A la par de los anteriores tratados, se negoció uno relativo a los auxilios navales para la toma de San Juan de Ulúa, último reducto español en suelo mexicano, firmándose una convención en el año 1825 donde quedaron establecidos los detalles de la colaboración. 
En 1826, Revenga propuso una unión de las escuadras de Colombia y México para destruir las fuerzas navales españolas de Cuba y, si fuere posible, el poder insular de España en esa última posesión americana. El Plan de Operaciones para la Escuadra Combinada de Colombia y México fue un desarrollo de la alianza pactada desde 1823 y, por lo tanto, no se consideró necesaria la aprobación del congreso. Esta cooperación naval nunca llegó a actuar pues la presión de Estados Unidos sobre Colombia llevó a ésta a pedir a México la suspensión de los planes sobre Cuba.

### Análisis

Agustín de Iturbide.

Esta misión se enmarca dentro del sistema colombiano de alianzas continentales para perfeccionarlo, completarlo, dada la gran importancia estratégica (básicamente de defensa) que revestía México. Dado además que México incluía el Reino de Guatemala, esto lo convertía en país limítrofe de Colombia, aumentando aún más su relevancia. 
Hay que tener siempre presente que el objetivo principal de Colombia al forjar estas alianzas era el solidificar la independencia de España, resultando entonces esenciales las alianzas militares. La defensa de la democracia no era un objetivo en ese entonces, por lo tanto el hecho de que México estuviera bajo una regencia por el plan de Iguala no fue una barrera para que Colombia estableciera relaciones con éste. La preferencia colombiana no se manifestaba por republicanos o monárquicos, sino por los enemigos de España y sus alianzas eran “alianzas de guerra”.
Tales relaciones resultaban convenientes también para México pues Colombia tenía una significativa influencia dentro del continente, por lo tanto cualquier alianza con un país dinamizador resultaba benéfico.
Un elemento particularmente criticado fue la no ratificación del Congreso de Colombia del tratado comercial con México, pues éste podría haber constituido un mecanismo importante de activación económica y comercial entre países con capacidades más similares, en lugar de eliminar la posibilidad de competencia al solo firmar tratados con las grandes potencias.

### Conclusiones
Como se ha resaltado en el apartado anterior, el interés por excelencia de la República de Colombia con esta misión a México era el de lograr conformar una alianza continental efectiva, que le hiciera frente a cualquier intento de recolonización por parte de España o de la amenaza de la Santa Alianza. 
Se puede decir que los acuerdos y tratados firmados con México tuvieron una importancia principalmente de reconocimiento y apoyo defensivo, aun cuando éstos no fueron usados. Fue un paso significativo para esa idea de Colombia de la unión continental bajo un gran pacto defensivo, completado por la labor de los demás representantes en otros países del continente.

## Relaciones de Colombia con América Central (1825)

### Características

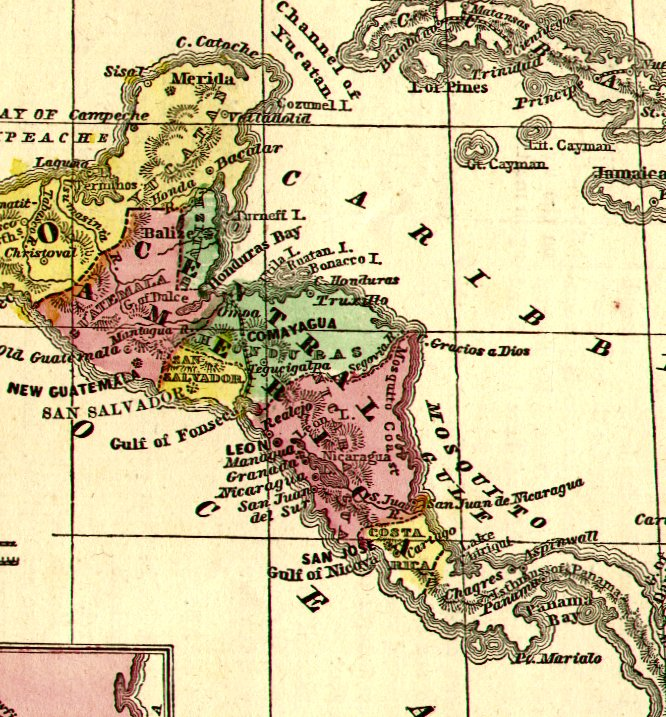
Mapa de Centroamérica 1860.

La Provincia de Guatemala en Centroamérica históricamente se constituyó como el centro político-administrativo de las autoridades españolas, conformando esta provincia junto con otras cuatro provincias menores la Capitanía General de Guatemala. La región se caracterizó por poseer un sistema marcadamente latifundista que sirvió asideró para la formación de una oligarquía terrateniente y el pensamiento conservador que permitió la dominación de las otras provincias menos oligárquicas y ligadas más fuertemente con el comercio exterior.
Una vez que obtiene su independencia en 1824 Centroamérica adoptó una constitución federal y estableció relaciones constantes con Colombia. En ese sentido fue enviado el negociador Don Pedro Molina, quién se comprometió a que Centroamérica garantizaría su integridad territorial, de acuerdo con el principio del uti possidetis iuris, tan publicitado por Colombia, y que a través de una Convención se establecería claramente la línea fronteriza divisoria de sus propios territorios y los de Colombia.
Las relaciones entre Colombia y las Provincias Unidas de Centroamérica se dieron con bastante fluidez, al suscribir este último actor un Tratado de Unión, Liga y Confederación Perpetua con Colombia el 15 de marzo de 1825, así como al aceptar al uti possidetis iuris como principio básico para determinar las fronteras con Colombia y para buscar el reconocimiento de España.

### Análisis
Tradicionalmente el ideario internacional de Bolívar se había estructurado en torno a una necesaria confraternidad hispanoamericana. Fue incluso la Junta de Caracas de 1810 la primera autoridad en expresar estas intenciones oficialmente, las cuales serían concretadas más tarde en el tratado de Santa Fe, suscrito en Bogotá en 1811. 
Bolívar abogó persistentemente por la causa integracionista hispanoamericana en sus documentos y actuaciones oficiales, siendo un ejemplo bastante ilustrativo la Carta de Jamaica de 1815, donde expresa que la unión es lo que hace falta a los hispanoamericanos para completar la obra de la independencia:
Frente a los movimientos legitimistas de la Santa Alianza, se consolida la iniciativa bolivariana de la unión hispanoamericana como objetivo cardinal de la Gran Colombia, buscando el afianzamiento de una liga defensiva y ofensiva. Dicha unión se llevaría a cabo mediante el instrumento jurídico de los Tratados de Unión, Liga y Confederación; siendo la celebración de estos tratados con el resto de las naciones hispanoamericanas la principal instrucción dada a los diplomáticos colombianos en sus respectivas misiones:
Más allá del fortalecimiento de las Repúblicas hispanoamericanas y el estrechamiento de los vínculos comerciales entre las mismas, Bolívar busca introducir una serie de normas de derecho que sustentasen la estructura necesaria para el mejor desarrollo de los países hispanoamericanos, en lugar de principios políticos como sustentaba en Europa la Santa Alianza. Bolívar previó la serie de conflictos en los cuales se verían envueltos los nuevos países una vez terminada la lucha por la independencia, en referencia al establecimiento de fronteras. Es por esta razón que se incorpora el principio del uti possidetis iuris así como el principio de la integridad territorial, complementados ambos por los mecanismos de solución de controversias propuestos: el arbitraje (Derecho) y la novedosa conciliación. De esta manera Bolívar pretendía sentar las bases jurídicas que determinaran los límites entre las nuevas naciones, evitando posibles conflictos futuros que pusiesen en riesgo la estabilidad y la paz Americana. 
Lo que buscó el utis possidetis fue trazar los límites entre las nuevas naciones de acuerdo con las divisiones administrativas utilizadas por la Corona Española, complementado por el principio de la garantía de la integridad territorial. Sin embargo, el utis possidetis no constituyó una panacea para la solución de controversias limítrofes, como lo demostraron la Guerra del Pacífico y la de la Triple Alianza:

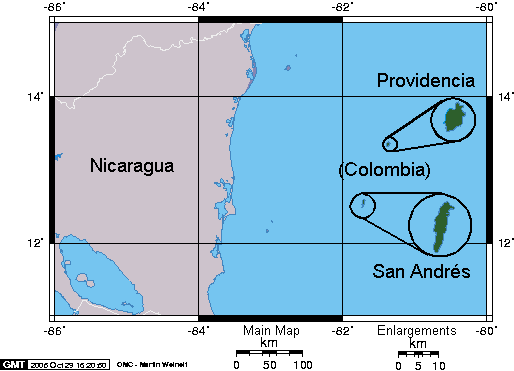
San Andrés y Providencia.

Centroamérica, al igual que México, estaba dominada por la Provincia dominante de Guatemala, donde un sistema latifundista sirvió de asidero para la oligarquía terrateniente y el pensamiento conservador que permitió la dominación de las cuatro provincias menores, vinculadas al comercio exterior, y por tanto menos oligárquicas. Eventualmente los dirigentes conservadores en Guatemala, una vez abrazada la causa de la independencia en 1821, pidieron que Centroamérica fuese anexada al Imperio de Iturbide, lo que se efectuó en 1822. Sin embargo, este régimen ultraconservador llevó, tanto a los mismos mexicanos como a los centroamericanos, a cortar los lazos con el Imperio para declararse como una República independiente en 1824, adoptando una Constitución Federal inspirada en la de Estados Unidos.
Una vez lograda la independencia de Centroamérica y la unión colombiana, era lógico que el siguiente paso fuese entrar en relaciones constantes, en vista de su proximidad; y el de precisar su línea fronteriza. 
El 7 de diciembre de 1824, Bolívar se dirige a los gobiernos de Colombia, México, Centroamérica (Guatemala), Chile y las Provincias Unidas de Río de la Plata, para solicitarles que enviasen sus Representantes Plenipotenciarios al Istmo de Panamá. 
Los centroamericanos tomaron la iniciativa al enviar a Bogotá al Ministro Plenipotenciario don Pedro Molina, a quien se le había encargado la promoción de un Congreso de Diputados americanos en Guatemala. Molina es recibido en su carácter público en 1825, una vez que se obtiene el reconocimiento de la independencia de la Capitanía General de Guatemala. No obstante, no pudo llevar a cabo su encomienda en vista de lo adelantado que estaba el proyecto de la gran Asamblea de Panamá. El Canciller Pedro Gual, en negociaciones con Molina para regular las relaciones políticas y comerciales entre las dos Repúblicas, va a concretar una serie de acuerdos con respecto al territorio fronterizo:
El negociador centroamericano, aunque no recibió instrucciones para aceptar proyectos de demarcación, no objeta las validaciones hechas por Pedro Gual. En vista de la falta de instrucciones Molina no suscribe un acuerdo de límites, pero se compromete, junto con Pedro Gual, a que las naciones garantizarían la integridad de sus territorios basándose en el principio del uti possidetis iuris; y “reservándose hacer amistosamente por medio de una Convención especial la demarcación de la línea divisoria de uno y otro Estado”. 
Por el compromiso adquirido por Centroamérica, ésta designa al General Antonio Morales como Ministro Plenipotenciario para que celebre una Convención especial para la demarcación de fronteras. Morales, puestas de acuerdo las partes en cuál era la jurisdicción concedida a las cortes marítimas respecto de presos, llegó a canjear el Tratado de Unión, Liga y Confederación el 17 de junio de 1826. Con esto Molina logra que su gobierno cierre finalmente los puertos a los buques y las mercancías españolas. 
Ante los compromisos adquiridos, Gran Bretaña hablará para defender sus derechos. El Encargado de Negocios en Bogotá reclamará el compromiso de las partes de impedir por medio de sus fuerzas marítimas y terrestres aquellas colonizaciones de aventureros desautorizados en la Costa de Mosquitos. Ante esta situación, la Cancillería colombiana se vio en la situación de reconocer como válidos los tratados celebrados entre la Gran Bretaña y España en 1782 y 1783, los cuales permitieron estos asentamientos en Belice. En función de esto, Bogotá hace la aclaratoria que la prohibición se llevaría a cabo contra asentamientos que fuesen posteriores al acuerdo, pidiéndole a Morales que hiciese una declaración explicativa.

### Conclusiones
Las relaciones diplomáticas entre Colombia y Centroamérica se establecen tan pronto obtienen estas provincias del istmo centroamericano su independencia efectiva y se constituyen en un Estado de corte federal (Provincias Unidas de Centroamérica), luego separarse del Imperio de Iturbide en 1823. Desde el primer momento surge la necesidad del Estado Centroamericano, así como del Grancolombiano, de entrar en conversaciones para la delimitación de sus respectivas fronteras, por tanto su proximidad y la ausencia de una delimitación real de sus territorios debida el corto lapso de vida de ambas entidades. Centroamérica reconoce el principio del uti possidetis iuris, propugnado por Colombia en toda Hispanoamérica, y lo convierte en el elemento base de su delimitación territorial tanto con Colombia como con otros Estados fronterizos; así no sólo reconoce dicho principio sino que además firma un Tratado de Unión, Liga y Confederación perpetua dentro de los lineamientos establecidos por Colombia.
La firma del Tratado con Colombia en 1826 responde en gran parte a la estructura interna de la región: históricamente se caracterizó por poseer una oligarquía terrateniente bastante fuerte, clase dominante de pensamiento conservador que se encontraba íntimamente vinculada al capital extranjero y principalmente al español, y que buscaba mantenerse autónoma dentro de sus provincias respecto del centro político y administrativo de la federación: Guatemala, donde las clases dominantes presentaban una línea de pensamiento más liberal y de menor correlación con la antigua metrópoli; así la firma del Tratado con Colombia busca debilitar a estas clases dominantes y conservadoras al regular y establecer lineamientos generales para el comercio entre las regiones y suscribir la prerrogativa judicial de la extensión de las jurisdicciones de los tribunales marítimos para el control de la actividad del corso que cerraría definitivamente la entrada en sus puertos de las mercancías y las embarcaciones españolas.
El acercamiento de Centroamérica y Colombia contribuye con esta última consolidando aún más el sistema de alianzas continentales que buscaba establecer como un mecanismo de defensa y ofensa ante las intenciones de re-colonización de potencias europeas, así como mecanismo de cooperación económica, judicial y militar, que finalmente a pesar de concretarse con ciertos Estados, conservando con algunos su espíritu original y con otros tantos conteniendo ciertas reservas, no logra establecer una unión fuerte y profunda entre las naciones hispanoamericanas que permitiera una cooperación real entre ellas así como la adopción de medidas comunes de política exterior en temas medulares, como por ejemplo el reconocimiento íntegro de sus territorios de acuerdo con el principio del uti possidetis iuris por parte de España y la no cancelación a esta de indemnización alguna por la pérdida de sus territorios americanos. 